# Engadine
HMS Engadine war ein Flugzeugmutterschiff der Royal Navy im Ersten Weltkrieg. Der ursprünglich für den Ärmelkanalverkehr gebaute Postdampfer erhielt kurz nach Kriegsbeginn einen Hangar für drei Wasserflugzeuge, mit denen Aufklärung und Bombenangriffe im Nordseegebiet geflogen werden sollten. Das Schiff beteiligte sich an dem erfolglosen Luftangriff auf Cuxhaven Ende 1914, bevor im Jahr 1915 weitergehende Umbauten vorgenommen wurden, die die Einsatzkapazität auf vier Flugzeuge erhöhten. Später im selben Jahr wurde die Engadine zur Grand Fleet versetzt, mit der sie 1916 an der Skagerrakschlacht teilnahm. Dabei führte eines ihrer Flugzeuge den ersten Aufklärungseinsatz eines Luftfahrzeugs, das schwerer als Luft war, in einer Seeschlacht durch. 1918 wurde sie ins Mittelmeer verlegt.
Nach einem Rückkauf durch die ursprünglichen Eigner kam die Engadine wieder in ihrem alten zivilen Fahrtgebiet und mit ihrem Vorkriegszweck zum Einsatz. Im Jahr 1933 wurde das Schiff an einen philippinischen Betreiber verkauft und in Corregidor umbenannt. Sie ging mit hohem Verlust an Menschenleben nach einem Minentreffer im Dezember 1941 während der Frühphase des Pazifikkrieges und der Schlacht um die Philippinen unter.

## Beschreibung und Bau
Die Engadine hatte eine Länge über alles von 98,5 Metern (353 Fuß), eine Breite von 12,5 m (41 Fuß) und einen mittleren Tiefgang von 4,2 m (13 Fuß 8 Zoll). Ihre Verdrängung betrug maximal 2590 Tonnen, vermessen war das Schiff mit 1676 Bruttoregistertonnen. Die drei Wellen wurden direkt, ohne Getriebe, von jeweils einer Dampfturbine angetrieben. Sechs Dampfkessel lieferten den Dampf; die Maschinenanlage leistete bis zu 13.800 PS (10.300 kW) und konnte das Fahrzeug auf eine Entwurfsgeschwindigkeit von bis zu 21,5 Knoten beschleunigen. Bis zu 390 Tonnen Kohle befanden sich an Bord, die der Engadine eine Reichweite von bis zu 1250 Seemeilen bei einer Geschwindigkeit von 15 Knoten gaben.
Die Kiellegung der Engadine erfolgte auf der Werft William Denny and Brothers in der schottischen Stadt Dumbarton. Die South Eastern and Chatham Railway hatte ein schnelles Postschiff für ihren Liniendienst zwischen Folkestone und Boulogne bestellt. Der Stapellauf fand am 23. September 1911 statt, die Indienststellung erfolgte später im selben Jahr.

## Einsatz
Am 11. August 1914 beschlagnahmte die britische Admiralität das Schiff, ließ es notdürftig auf der Werft Chatham Dockyard für den Einsatz von Wasserflugzeugen herrichten und stellte es in den Dienst der Royal Navy. Drei Hangars aus Segeltuch wurden installiert; ein Flugdeck fehlte – die Flugzeuge wurden zum Starten zu Wasser gelassen und nach ihrer Rückkehr wieder an Bord gehoben, dafür gab es neu installierte Derrickkräne.
Im Jahr 1918 trug die Engadine 197 Offiziere und Mannschaften als Besatzung, davon waren 53 Mann für den Flugbetrieb zuständig.
Nach Abschluss der Umbauten am 1. September 1914 wurde die Engadine der Harwich Force zugewiesen, zusammen mit den Wasserflugzeugtendern HMS Empress und HMS Riviera. Am ersten Weihnachtsfeiertag 1914 nahmen neun Flugzeuge dieser drei Schiffe am Luftangriff auf Cuxhaven teil und griffen dort Zeppelin-Hangars an. Sieben der neun Flugzeuge starteten erfolgreich zum Angriff, verursachten dabei aber nur geringe Schäden. Nur drei der gestarteten Maschinen kehrten zu ihren Mutterschiffen zurück; drei weitere mussten vorher wassern, und ihre Besatzungen wurden von einem britischen U-Boot sowie dem niederländischen Trawler Marta van Hatten geborgen.
Ein bekanntes Mitglied der Besatzung war Robert Erskine Childers, der als Fluglehrer für küstennahe Navigation für frisch ausgebildete Piloten diente. Zusätzlich flog er Einsätze als Navigator und Beobachter und beteiligte sich am genannten Luftangriff, für den es eine Mention in despatches gab.
Die Engadine wurde im Februar 1915 von der Admiralität erworben und bei Cunard in Liverpool vom 10. Februar bis zum 23. März 1915 umgerüstet. Nach diesem Umbau besaß sie einen dauerhaften Hangar für vier Flugzeuge auf dem Achterschiff sowie zwei am hinteren Hangar angebauten Kräne für das Bewegen der Wasserflugzeuge ins Wasser und zurück an Bord. Es waren vier Schnellfeuerkanonen des Typs QF 12 pounder 12 cwt naval gun mit je 130 Granaten und zwei QF 3-pounder-Flugabwehrkanonen, je mit 65 Granaten, für die Selbstverteidigung verfügbar. Außerdem war das Schiff mit einem Taubenschlag für Brieftauben ausgestattet, um ihren Fliegern ein Kommunikationsmittel beim Ausfall ihrer Funkgeräte zu geben.
Nach dem Umbau kam das Schiff zur Harwich Force. Am 3. Juli unternahmen die Engadine und die Riviera einen Versuch, Flugzeuge zur Aufklärung entlang der Ems zu starten, um so ein deutsches Luftschiff herauszulocken und angreifen zu können. Von den drei Sopwith-Schneider-Wasserflugzeugen, die die Engadine zum Einsatz bringen wollte, zerschellten zwei beim Start, das dritte wurde schwer beschädigt.
Im Oktober 1915 wurde das Schiff zu Vizeadmiral David Beattys Schlachtkreuzergeschwader in Rosyth verlegt. Später in diesem Monat unternahm das Schiff Versuche mit bei hoher Geschwindigkeit geschleppten Fesselballons (sog. kite balloons) mit Beobachtern, um Artilleriefeuer zu leiten.

### Skagerrakschlacht
Am 30. Mai 1916 gehörte die Engadine zum 3. Leichten Kreuzergeschwader unter Konteradmiral Trevylyan Napier. Sie hatte vier Wasserflugzeuge, jeweils zwei Short Type 184 und zwei Sopwith Baby, an Bord. Die zweisitzigen Short-Flugzeuge waren zur Aufklärung und Beobachtung vorgesehen und zu diesem Zweck mit einem Funkgerät geringer Leistung ausgerüstet, die Sopwith-Maschinen zum Angriff feindlicher Zeppeline gedacht. Die Engadine begleitete die Kreuzer, als die Schlachtkreuzer am Abend des 30. Mai aus Rosyth ausliefen. Für eine gewisse Zeit am 31. Mai lief sie vor den Schlachtkreuzern, und sie könnte somit zu den ersten britischen Schiffen gehört haben, die die anmarschierende deutsche Hochseeflotte bemerkten. Die Position in der Vorhut hatte einen operativen Grund: zum Start der Wasserflugzeuge war eine ruhige Wasseroberfläche notwendig, denn bereits Wellen vom Kielwasser vorausfahrender Schiffe verhinderten Starts. Außerdem musste die Engadine komplett stoppen, um ihre Flugzeuge zu Wasser zu lassen und für den Start vorzubereiten, ein Vorgang, der etwa 20 Minuten beanspruchte. Aus einer Vorhutsposition konnte der Träger also seine Flugzeuge starten, ehe die Flotte zu ihm aufschloss.
Beatty befahl der Engadine um 14:40, in Richtung Nord-Nordost aufzuklären. Sie kreuzte durch die Schlachtkreuzer, drehte dann nach Nordosten ab, um ruhigeres Wasser zu erreichen. Um 15:07 startete Lieutenant Frederick Rutland in seiner Type-184-Maschine, sein Beobachter meldete an die Engadine, dass sie um 15:30 drei deutsche Schlachtkreuzer und fünf Zerstörer ausgemacht hatten. Dies waren Einheiten der II. Aufklärungsgruppe, die Admiral Hippers Schlachtkreuzer anführten. Dies war das erste Mal in der Marinegeschichte, dass eine feindliche Flotte durch ein Flugzeug aufgeklärt wurde. Einige weitere Momentaufnahmen wurden noch von den Fliegern gefunkt, dann brach gegen 15:36 eine Treibstoffleitung, was Rutland zur Wasserlandung zwang. Die Besatzung konnte die Panne beheben, meldete dann die erneute Flugbereitschaft, doch stattdessen kam der Befehl, an der Wasseroberfläche per Taxiing zum Mutterschiff zurückzukehren. Das Flugzeug kam um 15:47 am Schiff an und war um 16:04 zurück an Bord. Zu diesem Zeitpunkt waren als Geleit zwei Zerstörer, die Onslow und die Moresby, angekommen und sicherten die Engadine, während sie bewegungslos lag. Von der Engadine wurde dann – allerdings erfolglos – versucht, die Einzelbeobachtungen an Beattys Flaggschiff und das Flaggschiff der 5th Battle Squadron zu übermitteln. Sie folgte dann Beattys Schiffen während des Schlachtkreuzergefechts beim sog. „Run to the South“ zum Beginn der Schlacht (ihre zwei Eskorten wurden wieder detachiert). Auch nach der Kehrtwende und dem „Run to the North“ befand sich die Engadine in der Nachhut.
Gegen 18:40 begegnete die Engadine dem am Nachmittag kampfunfähig geschossenen und manövrierunfähigen Panzerkreuzer Warrior. Sie begann um 19:45 einen Abschleppversuch, der zunächst am verklemmten Ruder des Kreuzers scheiterte, doch schließlich machte der Schleppzug etwa um 21:30 bei voller Kraft der Maschinen der Engadine 8 Knoten Fahrt. Am nächsten Morgen konnten die Wassereinbrüche der Warrior nicht mehr aufgehalten werden, so dass Captain Vincent Molteno „Alle Mann von Bord“ befahl und die Engadine gegen 08:00 längsseits kam. Beim Rollen in der See durchbrach eins der Geschütze der Warrior den Rumpf der Engadine unterhalb der Wasserlinie, doch konnte das Leck rasch abgedichtet werden. Rund 675 Offiziere und Mannschaften kamen an Bord der Engadine. Zu den Geretteten gehörten 30 Schwerverletzte, die auf ihren Tragen herübergehoben wurden; dabei fiel einer der Verwundeten ins Wasser zwischen den Schiffen, wurde aber vom Flugzeugpiloten Rutland gerettet. Für diese Tat bekam Rutland die Albert Medal First Class in Gold und war kurze Zeit der einzige lebende Empfänger dieser Auszeichnung. Die Übernahme war vor 09:00 abgeschlossen, kurze Zeit später sank der Panzerkreuzer.
Die Engadine verblieb bis Anfang 1918 bei der Grand Fleet, bis sie ins Mittelmeer verlegt wurde und für den Rest des Krieges von Malta aus Boot-U-Abwehr-Patrouillen durchführte.

### Nachkriegseinsätze
Im Jahr 1919 wurde die Engadine zusammen mit der Riviera letztlich aus dem aktiven Dienst ausgemustert. Der ursprüngliche Eigner, die South Eastern and Chatham Railway, kaufte das Schiff im Dezember 1919 zurück und brachte es wieder in der ursprünglichen Rolle als Kanal-Fähre in Fahrt. 1923 wurde die Engadine im Zuge von Zusammenschlüssen britischer Eisenbahnen der Southern Railway übertragen. Zehn Jahre später wurde sie an das philippinische Unternehmen Fernandez Hermanos, Inc. verkauft, das sie 1933 als Corregidor in Betrieb nahm.

### Versenkung
Um 22:00 am 16. Dezember 1941 lief die Corregidor aus dem Hafen von Manila aus, überladen mit philippinischen Zivilisten, die aufgrund des Kriegsausbruchs von den südlichen Philippinen flüchten wollten. Laut Schätzungen befanden sich 1200 bis 1500 Personen an Bord, darunter etwa 150 philippinische Soldaten, 7 Amerikaner, 5 philippinische Abgeordnete und Hunderte Studenten, die nach der Schließung von Schulen und Universitäten heimwärts reisten. Gleichfalls an Bord waren Militärgüter und die komplette Artillerieabteilung der Visayan-Mindanao Force der philippinischen Armee. Dabei versäumten es die Reeder, die Navy Inshore Patrol über den Auslaufplan zu informieren.
Der Kapitän des Schiffes, Apolinar Calvo, hatte Erfahrung im Navigieren der seit Juli verminten Einfahrt der Manilabucht, doch an diesem Abend änderte die Navy ihre Vorgehensweise. Anstatt ein Kanonenboot in die Nähe der sicheren Durchfahrt abzustellen, wurden beleuchtete Bojen zur Leitung von Schiffen durch die minenfreie Fahrtrinne benutzt. Als das Schiff um 01:00 in der Nähe von Corregidor in Richtung der minenfreien Durchfahrt fuhr, wurde eine Kursänderung zum elektrisch ferngesteuerten Minenfeld hin beobachtet. Einige Offiziere im Hauptquartier des Seaward Defence Command auf Corregidor empfahlen eine zeitweilige Deaktivierung der Minen, so dass das Schiff sicher durch das Feld fahren könne. Es gibt mehrere Zeugenaussagen, wonach der Befehlshaber der Seaward Defense, Colonel Paul Bunker, befahl, die Minen aktiviert zu lassen. Nach anderer Darstellung wurde die Mine möglicherweise vom japanischen U-Boot I-124 gelegt.
Als die Corregidor in das Minenfeld einfuhr, kam es zu einer großen Explosion an Steuerbord. Das Schiff begann schnell zu sinken, wobei zahlreiche Menschen unter Deck gefangen waren. Überlebende berichteten, der Untergang sei so schnell erfolgt, dass in der Kürze der Zeit keine weitreichende Panik ausbrechen konnte. Suchscheinwerfer von der Insel Corregidor beleuchteten das Unglücksgebiet, was den Rettungsanstrengungen zugutekam. Seeleute der in Sisiman Cove stationierten Motor Torpedo Boat Squadron Three hörten die Explosion, liefen mit drei PT-Schnellbooten zur Lageerkundung aus und konnten insgesamt 282 (nach anderer Quelle 296) Überlebende retten, von denen allerdings sieben später an ihren Verletzungen starben.
Der Fall wurde, bedingt durch die japanische Invasion, nie untersucht. Später berichteten einige Armee-Offiziere, dass die ferngezündeten Minen unmittelbar nach der Explosion gesichert wurden. Die Gesamtzahl an Opfern ist unbekannt, Schätzungen zufolge verloren zwischen 900 und 1200 Menschen ihr Leben. Unter den Toten befanden sich der Kapitän und der größte Teil der Besatzung, zwei der Abgeordneten und einer der amerikanischen Passagiere. Zum Zeitpunkt des Geschehens war die Versenkung der Corregidor der See-Unfall mit der größten Anzahl an Toten auf den Philippinen und gleichzeitig auch einer der größten auf der ganzen Welt.

### Weitere Literatur
- Christopher H. Barnes, Derek N. James: Shorts Aircraft Since 1900. Putnam, London 1989, ISBN 0-85177-819-4 (englisch).
- Robert Cressman: The Official Chronology of the U.S. Navy in World War II. Naval Institute Press, Annapolis 2000, ISBN 978-1-55750-149-3, Kapitel III: 1941 (englisch, ibiblio.org).
- Norman Friedman: British Carrier Aviation: The Evolution of the Ships and Their Aircraft. Naval Institute Press, Annapolis 1988, ISBN 0-87021-054-8 (englisch).
- John Gordon: Fighting for MacArthur: The Navy and Marine Corps' Desperate Defense of the Philippine. Naval Institute Press, Annapolis 2011, ISBN 978-1-61251-062-0 (englisch).
- A. V. H. Hartendorp: The Sinking of the SS Corregidor. In: The American Chamber of Commerce Journal. Manila, September 1953, S. 350–352 (englisch).
- David Hobbs: British Aircraft Carriers: Design, Development and Service Histories. Seaforth Publishing, Barnsley 2013, ISBN 978-1-84832-138-0 (englisch).
- R. D. Layman: Before the Aircraft Carrier: The Development of Aviation Vessels 1859–1922. Naval Institute Press, Annapolis 1989, ISBN 0-87021-210-9 (englisch).
- R. D. Layman: Warship 1990. Hrsg.: Robert Gardiner. Naval Institute Press, Annapolis 1990, ISBN 1-55750-903-4, Engadine at Jutland (englisch).
- Leonard Piper: Dangerous Waters: The Life and Death of Erskine Childers (aka The Tragedy of Erskine Childers). Hambledon, 2003, ISBN 1-85285-392-1 (englisch).
- Jürgen Rohwer: Axis Submarine Successes of World War Two: German, Italian, and Japanese Submarine Successes, 1939 – 1945. Naval Institute Press, Annapolis 1999, ISBN 1-55750-029-0 (englisch).